# Доберциці
Доберциці (пол. Dobiercice, нім. Wilmsdorf) — село в Польщі, у гміні Бичина Ключборського повіту Опольського воєводства.
Населення — 317 осіб (2011).

## Демографія
Демографічна структура станом на 31 березня 2011 року:
|          | Загалом | Допрацездатний вік | Працездатний вік | Постпрацездатний вік |
| -------- | ------- | ------------------ | ---------------- | -------------------- |
| Чоловіки | 155     | 27                 | 113              | 15                   |
| Жінки    | 162     | 33                 | 90               | 39                   |
| Разом    | 317     | 60                 | 203              | 54                   |